# 니콜라이 프레이처
니콜라이 프레이처(영어: Nikolai Fraiture, 1978년 10월 13일 ~ )는 미국의 음악가이다. 